# Aín Zora
Aín Zora en rifeño: ⴰⵢⵏ ⵣⵓⵀⵔⴰ, en árabe: عين الزهراء‎, en francés: Aïn Zohra) es una comuna de la  provincia de Driuch, región Oriental, Marruecos. En el censo del 2004, la comuna contaba con una población total de 11.258.